# Verdrag van de Goede Buren
Het Verdrag van de Goede Buren (Duits: Vertrag zwischen der Bundesrepublik Deutschland und der Republik Polen über gute Nachbarschaft und freundschaftliche Zusammenarbeit) was een verdrag dat op 17 juni 1991 werd gesloten tussen Duitsland en Polen, als aanvulling op het Duits-Poolse grensverdrag. Samen met dit laatste verdrag vormde het Verdrag van de Goede Buren een van de randvoorwaarden voor de Duitse hereniging.
In het Verdrag van de Goede Buren spraken de twee landen onder andere af hun wederzijdse betrekkingen zo goed mogelijk te houden, de rechten van nationale minderheden aan weerszijden van de grens te respecteren en het culturele contact te bevorderen, met name onder de jongere generaties.